# Pero Niño
Pero Niño (Valladolid o alrededores, 1378-Cigales, Valladolid, 1453), I señor de Cigales, Valverde de Campos, Bercola y Fuentebureba; y I conde de Buelna. Fue un militar, marino y corsario castellano al servicio del rey Enrique III el Doliente.
También es conocido por ser el protagonista de El Victorial o Crónica de Pero Niño (h. 1436), biografía escrita por el alférez bajo su mando Gutierre Díez de Games e importante obra de la literatura hispana medieval en su género.

## Biografía

### Nacimiento y crianza
Pero Niño, o Pedro Niño Laso de la Vega, nació a principios de 1378, quizás en Valladolid o en sus cercanías. Era hijo de Juan Niño, de ilustre familia venida a menos por haber sido fiel a Pedro I, el cual fue escudero en la casa del rey, y se casó con Inés Lasso de la Vega, señora del Valle de Buelna (tía de Leonor de la Vega).
El 4 de octubre de 1379 nacía en Burgos el futuro Enrique III y, como era costumbre, se le proporcionó una nodriza (que había de ser de estirpe señorial) para los tres años siguientes. La elegida fue Inés Lasso y, por ello, los padres de Pero recibieron una generosa retribución, que incluía la concesión del señorío de Cigales. Además disfrutaron del privilegio de que su hijo se criase y educase con el infante, y así ambos pasaron juntos diez años como compañeros de juegos y pupilos del mismo ayo: Ruy López Dávalos, a la sazón Condestable de Castilla.

### Primeras armas
Al poco de ser coronado, el 2 de agosto de 1393, el joven Enrique tuvo que sofocar revueltas nobiliarias en su contra. En varias de estas acciones bélicas hizo sus primeras armas Pero Niño. En la primera de ellas (cerco de Gijón, septiembre de 1394), cuando tenía sólo quince años, avanzó en vanguardia de una incursión a los alrededores del castillo del conde de Noreña. Se señaló asimismo en posteriores enfrentamientos contra las huestes de otros nobles castellanos rebeldes y en la guerra contra Juan I de Portugal, en la que formó parte de 1396 a 1399 de las tropas al mando de su antiguo mentor, el condestable López Dávalos.
Hacia 1399 Pero Niño contrajo matrimonio con Constanza de Guevara y Ayala, dama de la alta nobleza castellana y hermana de la esposa del condestable. La pareja tuvo un hijo llamado Pedro, que vivió hasta los veintisiete años, pero el matrimonio se truncó por la muerte de ella a los cuatro o cinco años del casamiento.
En torno a 1401 entró al servicio de Niño, Gutierre Díez de Games, quien contaba con una edad similar a la suya, y que le acompañaría en sus posteriores empresas y sería su biógrafo. Díez habla de los múltiples conocimientos y habilidades militares que poseía su señor. Cuenta que era muy diestro en el manejo de diversas armas, especialmente la espada y la ballesta. En esto último debió instruirle su abuelo Pero Fernández Niño, ballestero de Pedro el Cruel. Señala también su gran dominio de la caballería.

### Mediterráneo

#### Primera expedición
Por aquellos años Castilla gozaba de un auge de sus intercambios comerciales. Sin embargo, estos eran amenazados por un creciente corso. Y en el Mediterráneo occidental era especialmente preocupante el que ejercían sobre ella los cristianos. Y de entre estos, los propios corsarios castellanos, que actuaban en connivencia con la Corona de Aragón, el Papado de Aviñón y, lo que era peor, con ciertos nobles castellanos. Por ello Enrique III encomendó secretamente la tarea de atajar este problema a un hombre de su máxima confianza. Este era Pero Niño, cuya labor debía ser la de una suerte de "policía naval" entre cristianos. No obstante, su misión terminó derivando en corso cristiano contra musulmanes.

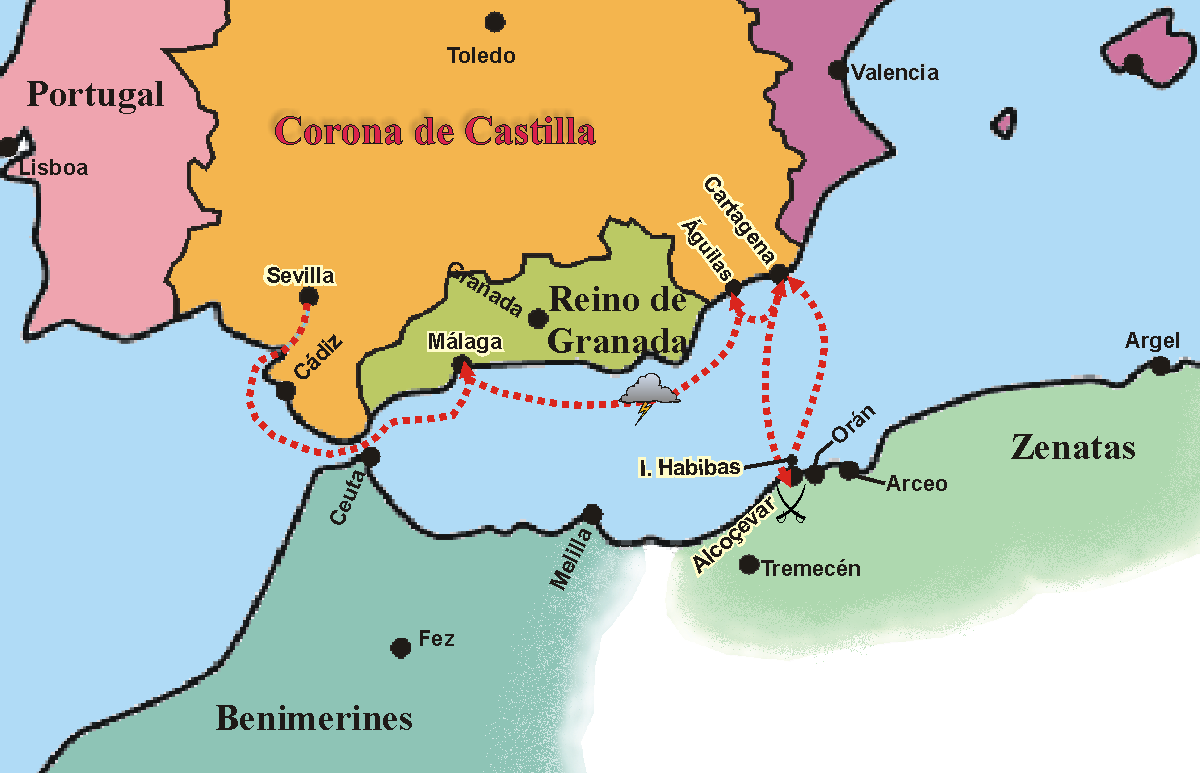
Itinerario de la primera expedición.

Niño no poseía ninguna experiencia naval hasta entonces, pero tendría a su disposición a dos veteranos marinos: el sevillano Juan Bueno y el genovés Nicoloso Bonel. En Sevilla se armaron dos galeras y una nao de vela auxiliar, a las que se dotó de una cualificada tripulación de marineros y ballesteros. Al frente de la nao iba Pero Sánchez de Laredo dirigiendo a sus propios hombres, y al mando de las galeras Pero Niño como capitán, acompañado por su primo hermano Fernando Niño y hasta treinta hombres de armas.
La expedición zarpó a principios de mayo de 1404, recorrió río abajo el Guadalquivir y al salir al Atlántico, se dirigió al estrecho de Gibraltar. Luego lo cruzó y se dividió en dos: la nao navegó a su aire y las galeras avanzaron paralelamente a la costa peninsular. Cuando éstas se encontraban aproximadamente a dos millas de Málaga, se levantó una espesa niebla. Al disiparse, se hallaron frente a la ciudad. Pertenecía al Reino de Granada, que en aquel momento disfrutaba de una tregua con Castilla. Los habitantes obsequiaron a los recién llegados con presentes de hospitalidad, tras lo cual estos siguieron su camino con destino a Cartagena. La travesía se complicó a causa de una tormenta, por lo que la expedición se refugió en el puerto de Águilas hasta que amainó al día siguiente. En Cartagena estableció Niño una base de operaciones. Pero el primer objetivo no serían los corsarios cristianos, como estaba previsto, sino las costas de Berbería. Tras navegar varios días por sus proximidades sin encontrar ningún navío, el capitán castellano decidió desembarcar en Alcoçévar (alguna población al oeste de Orán). La expedición repuso agua potable y tuvo un victorioso choque, aunque militarmente intrascendente, con jinetes berberiscos. Después reembarcó, y tras buscar durante varias jornadas sin éxito naves musulmanas alrededor de las Islas Habibas (cerca de Orán), regresó a Cartagena.

#### Segunda expedición

##### Marsella
En junio Pero Niño tuvo noticias de la existencia de un corsario castellano llamado Juan de Castrillo, que efectuaba sus depredaciones junto al mallorquín Arnau Aymar, y salió en busca de ambos desde Cartagena con rumbo nordeste. Cuando se enteró de que se hallaban en las aguas de Marsella, se dirigió allá.
Desde la isla de Pomègues, próxima al puerto de dicha ciudad, un sistema de banderas solía alertar a los corsarios de la llegada de embarcaciones al lugar. De este modo, los dos perseguidos fueron avisados de la presencia de las galeras castellanas e intentaron salir a mar abierto para escapar. Pero nada más atravesar la bocana del puerto, se toparon con Pero Niño, ante lo cual urdieron una treta: simularon prepararse para entablar combate (obligando al rival a hacer lo mismo e invirtiendo cierto tiempo en ello) pero volvieron a refugiarse en el puerto.

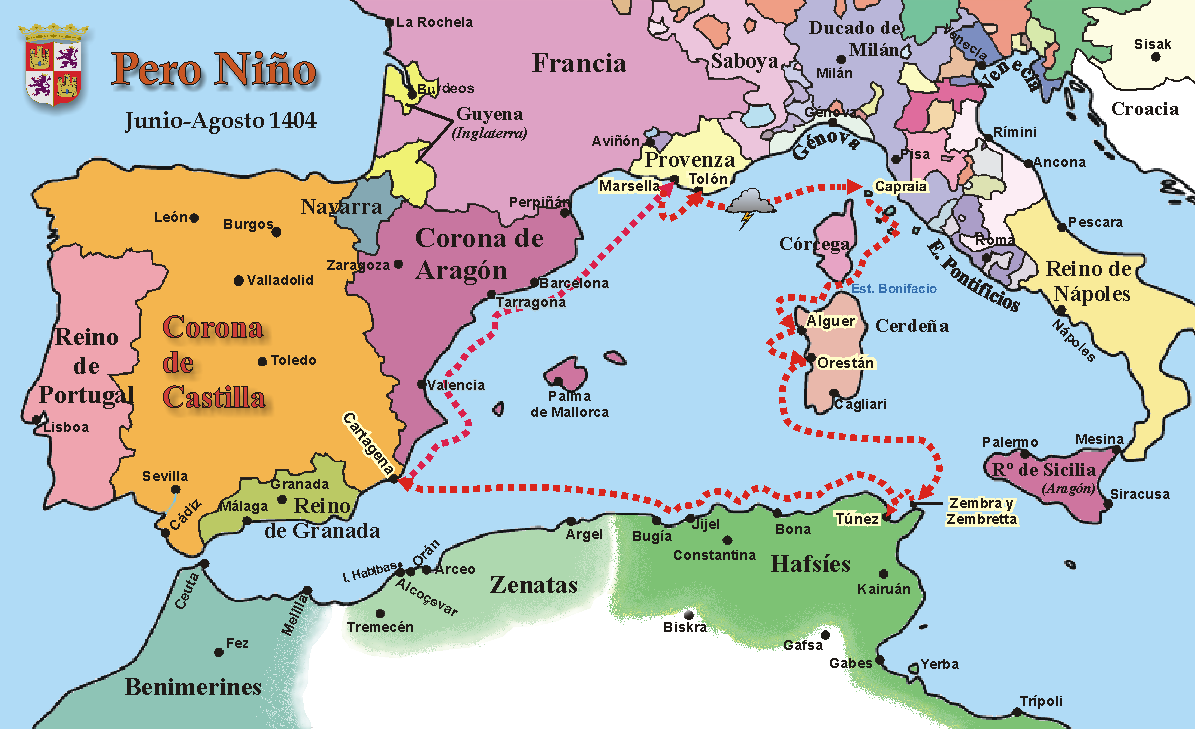
Itinerario de la segunda expedición.

Sin embargo, el peligro para los marinos castellanos estaba en los otros barcos de los defensores de Marsella, que ya habían zarpado para enfrentarse a las dos galeras intrusas. A pesar de su evidente inferioridad, Niño estaba empeñado en luchar. Pero cuando el choque parecía inminente, desde la abadía de San Víctor y mediante un enviado, la máxima autoridad de la plaza intentó rebajar la tensión y solicitó la presencia del capitán castellano. Se trataba del aragonés Pedro Martínez de Luna, el Papa de Aviñón reconocido como Benedicto XIII por Aragón, Castilla y Francia. Los castellanos comprendieron que las presas que perseguían estaban bajo la protección del pontífice, que sin lugar a dudas amparaba en su provecho la práctica del corso, como así reconoció Díez. Sin embargo, por evidentes razones políticas su situación ahora era muy embarazosa. Niño se excusó como pudo, alegando que creía estar dando caza a musulmanes, y el incidente pareció momentáneamente apaciguado. El apodado Papa Luna le invitó a pasar unos días en su corte eclesiástica, durante los cuales no obstante enfermó. Circunstancia esta que aprovecharon Castrillo y Aymar para huir. A pesar de su mal estado de salud, en cuanto Niño tuvo conocimiento de ello, ordenó partir de inmediato tras ellos.

##### Cerdeña
El viaje en pos de la captura de los fugitivos llevó a las galeras castellanas, tras sufrir una fuerte tormenta, a la isla de Capraia, donde hicieron una breve parada. Reanudaron la marcha hacia el sur por el Tirreno, entre Córcega y el archipiélago Toscano. Cruzaron luego el estrecho de Bonifacio hacia el oeste y, cabotando por aguas de Cerdeña, arribaron a Alguer. La villa estaba bajo el dominio de la Corona de Aragón, que por entonces se enfrentaba a la sublevación sarda de la familia de los Jueces de Arborea. Estaban allí fondeadas las naves de otros corsarios castellanos: el veterano Nicolás Jiménez de Cádiz y su hermano Juan, junto al vasco Juan de Loda. Estos dispusieron sus barcos unidos junto al muelle para defenderse mejor. Sin embargo, el enfrentamiento no se dio, pues además de que Bueno y Bonel lo desaconsejaran rotundamente por inferioridad, el capitán aragonés de la plaza pidió vehementemente a Niño con insistencia que no atacara y terminó convenciéndole. Los dichos corsarios le facilitaban provisiones que necesitaban e incluso les defendían. Los castellanos aceptaron la invitación del aragonés para bajar a tierra y comer. Allí les informaron de la presencia en Orestán (Oristán) de una nave robada por corsarios a comerciantes sevillanos, y cuando embarcaron, se dirigieron al lugar.
El mencionado barco fue tomado en abril por el sardo-catalán Joan Olzina, quien lo condujo a su base operativa en Caller (Cagliari). El gobernador aragonés de la plaza, Hug de Rosanes, lo consideró una presa válida porque anteriormente los sevillanos habían capturado una barca de Caller cerca del cabo de Pula, y se convirtió entonces en nave corsaria de Olzina. Pero el 13 de junio, cuando Pero Niño llegó a Orestán, tenía un uso distinto. En esta ciudad, en poder de los rebeldes sardos, se habían reunido los representantes de estos con los de la Corona de Aragón para negociar la paz. Y el acuerdo debía concluirse en Valencia ante la presencia del rey Martín el Humano. A Olzina le habían encomendado realizar el traslado de todos los congregados con su nueva embarcación.
Sin saber el incidente político que estaba a punto de ocasionar, Niño entró en el puerto y abordó la nave antes de que zarpara. Luego fue desvalijada por la marinería, que se apoderó de los equipajes de los representantes y de una carga de trigo, cueros y quesos que habían fletado los mercaderes locales. El capitán castellano se negó a negociar con los diplomáticos un rescate por sus pertenencias, entre las que estaban los documentos que debían presentar ante el monarca, y envió la presa a Cartagena con algunos hombres. El suceso sirvió de excusa a Brancaleone Doria para romper las negociaciones con Aragón.

##### Túnez
Decepcionado por sus hasta entonces problemáticas e improductivas acciones contra el corso cristiano, Pero Niño decidió volver a probar suerte en Berbería. Como le habían comentado en Orestán que el rey de Túnez armaba navíos corsarios, puso rumbo hacia las aguas del golfo del mismo nombre. Llegaron las dos galeras a Gemolín (Zembretta), una pequeña isla junto a la más grande de Gemal (Zembra), y ambas situadas al noroeste del cabo Bon. Desembarcó la tripulación en ella para descansar y situar vigías al acecho de naves que navegaran por la zona. Tras pasar diez días sin avistar ninguna, una noche Niño decidió adentrarse en la bahía y avanzar con sigilo hacia el puerto de Túnez. A una legua de él hallaron una galera anclada y la asaltaron doblegando cualquier resistencia.
Por los prisioneros capturados supieron que más al interior fondeaba la galeaza del rey de Túnez y fueron a su caza confiando en sorprenderla. Pero los ruidos del recién librado combate habían alertado a una carraca mercante genovesa próxima, y esta a su vez a la galeaza, que se puso en movimiento buscando resguardo. Se inició entonces la persecución. La nave tunecina entró "por la canal de un río que salía de la tierra" (el canal de La Goleta). Le siguieron las galeras castellanas de una en una (dada la estrechez del paso), al mando de Pero Niño y su primo Fernando, respectivamente. La de vanguardia se acercó a su presa hasta embestirla por popa, momento en que el mismo Niño saltó a ella armado de espada y adarga. El rebote alejó a la galera perseguidora e impidió a los hombres acompañar a su capitán en la pelea. No obstante, éste pudo defenderse hasta que en un nuevo alcance, ya con las primeras luces de la mañana, pasaron los atacantes a la galeaza para rendirla finalmente. Sin embargo, al haber encallado no pudieron llevársela, y como la venida de numerosos defensores desde tierra (10 000 según Díez) ponía en peligro a toda la expedición, Niño ordenó abandonarla, no sin antes saquearla, transbordar a los prisioneros y prenderle fuego.
El escape se complicó momentáneamente al estar igualmente embarrancada la primera galera castellana, pero se solventó mediante su remolque hacia fuera por la de Fernando Niño. Tras incendiar (previo saqueo) también su primera presa, los castellanos se retiraron a una posición alejada y segura en la que detenerse y reposar. El botín obtenido en esta incursión era básicamente material militar, al ser las dos embarcaciones abordadas de esta naturaleza, además de los enemigos capturados que serían vendidos como esclavos.
Después de levar anclas, Pero Niño prosiguió la navegación bordeando la costa norteafricana hacia el oeste y pasando frente a Bona (Annaba) y Bugía. Pero transcurridas varias jornadas sin divisar ningún navío berberisco, resolvió regresar a Cartagena (julio de 1404), donde repartió el botín entre los hombres, envió los esclavos al rey, se repararon las naves y se curó a los heridos. En el puerto se encontraba también Sánchez de Laredo, quien por su parte había hecho dos presas: un cárabo musulmán con valiosas mercancías y un barcón cántabro fletado desde Sevilla por mercaderes barceloneses con destino a la ciudad condal.

#### Tercera expedición
Tras reponer material y víveres, y a pesar de estar herido en un pie, zarpó de nuevo Niño hacia Berbería, añadiendo al par de barcos una galeota del puerto y otra aragonesa contratada.

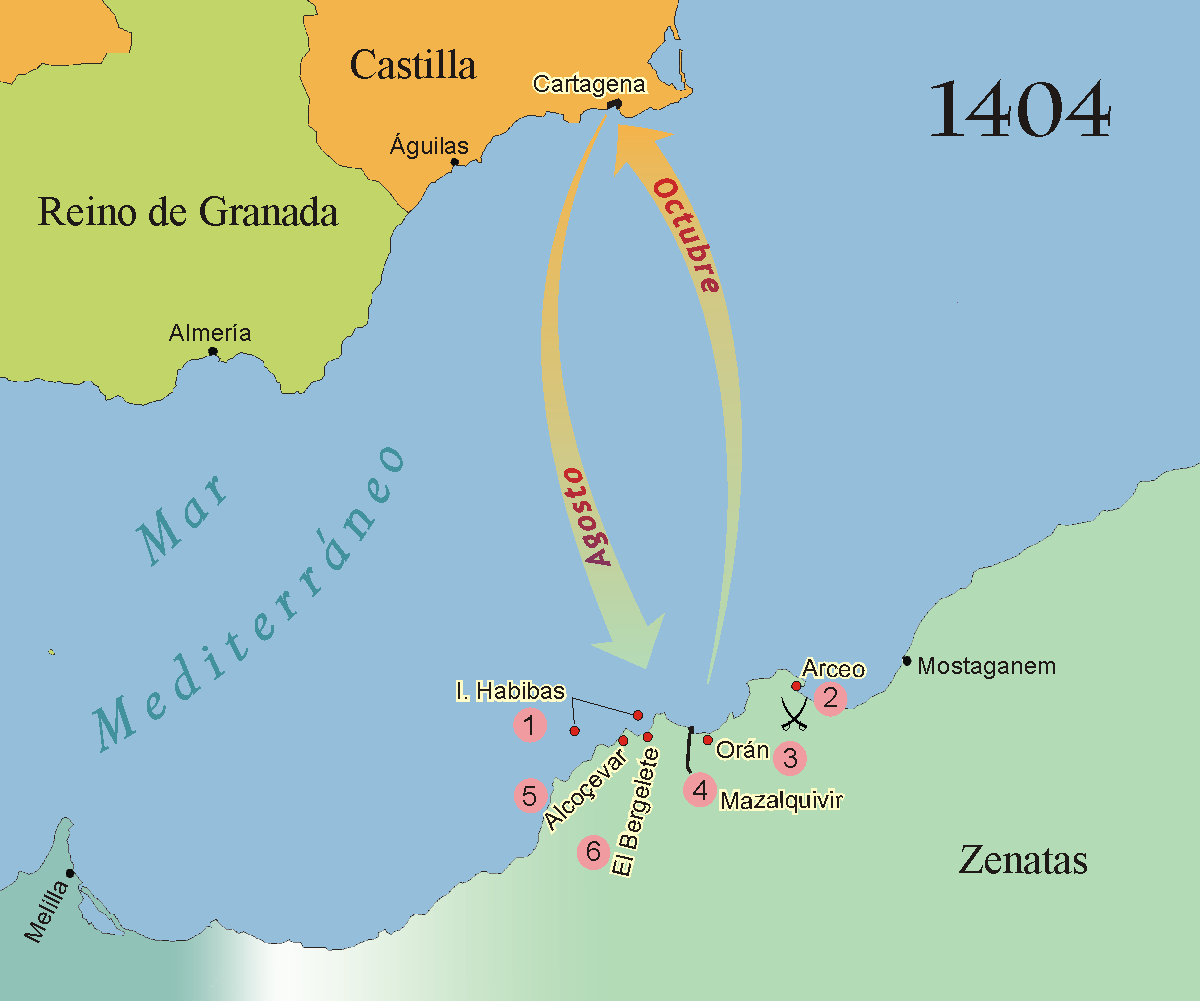
Itinerario de la tercera expedición.

De camino hacia Orán, la flotilla abordó al leño del mallorquín Joan Ripoll, que transportaba grana, cera, oro y plumas de avestruz para el mercader judío mallorquín Astruc Xibillí, enviados desde Orán también por sefarditas. Bajo el pretexto de ser de infieles, los castellanos se apoderaron de la carga y dejaron marchar a Ripoll.
Luego fondearon junto a las islas Habibas a la espera de naves enemigas. Al no hallar ninguna, Niño decide atacar algún punto en tierra y elige un aduar (aldea de tiendas o cabañas) a dos millas de la costa llamado Arceo el Nuevo, en teoría un objetivo fácil. Ordena desembarcar unos cien hombres aproximadamente al mando de su primo Fernando, con instrucciones de rodear el campamento por la noche y atacarlo por sorpresa al amanecer. Sin embargo, y pese a buscarlo por todos los medios durante toda la noche, no lo encontraron y hubieron de regresar al alba. Pero lo que en principio pareció un fracaso no fue tal, pues conocieron luego los castellanos que junto al aduar se encontraba el jeque Muley ben Agí, que a causa de un conflicto con otra facción berberisca se disponía a tomarlo. Y dada la superior fuerza de sus tropas (1.500 jinetes), el encuentro con éstas habría sido fatal para ellos.
Precisamenta la noticia de la presencia en la zona de dicho jeque animó a los castellanos a atacar su campamento aprovechando su momentánea ausencia de él. Desembarcaron en la playa de El Bellí y comenzaron a reunir rebaños de ovejas y vacas que pastaban por las cercanías. Niño dio orden de sacrificar cuantos animales cupieran a bordo para perder así menos tiempo. Los beduinos, intentando salvar sus ganados, dieron pelea a los castellanos y estos, en un contrataque hacia tierra adentro, llegaron hasta el campamento que andaban buscando. De su saqueo obtuvieron un valioso botín de alimentos y productos de lujo. Luego lo incendiaron y, cargados con lo robado, iniciaron una atropellada huida, pues empezaban a ser acosados por la vanguardia de la caballería de Ben Agí, quien ya había sido avisado. Fernando Niño organizó entonces una retirada ordenada, que se vio favorecida por la muerte de un jeque moro por una flecha castellana. Ya en la playa, Pero Niño emplazó la defensa en torno a unas peña, y hubo de mantenerla, mediante sucesivos relevos de hombres, hasta el final del día, cuando por fin embarcaron y levaron anclas.
Navegando junto al litoral, al día siguiente saquearon un pequeño aduar, y al otro se situaron por la noche frente a Orán, ciudad que cañonearon desde los barcos. Luego, tras amanecer, hicieron lo mismo con Mazalquivir. El agotamiento del agua dulce hizo imprescincible una parada en Alcoçévar, lugar en el que ya habían estado durante la primera salida. La aguada se llevó a cabo con dificultad por el hostigamiento de los lugareños.
En septiembre de 1404, la escuadra sufre un temporal y se ve forzada a refugiarse en las Habibas. Tras pasar unos veinte días sin poder hacerse a la mar, la escasez de alimentos, pero sobre todo de agua, hacen que Niño decida incursionar una vez más en la costa, aun a sabiendas del riesgo que ello entrañaba. El lugar en cuestión, que los marineros veteranos juzgaban peligroso en grado sumo ("no hera sino çementerio de cristianos"), era llamado El Bergelete. Los castellanos tuvieron la suerte de que los berberiscos les descubrieran sólo cuando ya habían cargado el agua, por lo que la operación concluyó sin complicaciones. Después Niño reunió a los oficiales para decidir qué hacer a continuación y finalmente prevaleció el consejo de "fazer la vía de España" dado por Juan Bueno, que corroboró su acierto cuando el viento roló de forma tal que la flota pudo arribar sana y salva a Cartagena.
En tierra, el capitán recibió un mensaje del rey con orden de dejar las galeras en Sevilla y regresar a la Corte. Satisfizo a toda la tripulación mediante el reparto del botín capturado, exceptuando la parte del rey, que viajaría hasta Sevilla, y tras unos días de descanso puso rumbo a dicha ciudad. Al poco de zarpar, sorprende a una galeota catalana robando unas ovejas en tierra y, tras apresarla, la conduce a puerto. Allá, los castellanos extorsionan a su patrón, Pere Narbona, obligándole a pagar una multa excesiva e incautándose de la carga con la excusa de que procedía de Berbería. La navegación de Niño hacia su destino se complicó a causa de un temporal que obligó a las galeras a resguardarse en Cádiz, donde tuvieron que esperar un mes hasta que amainara. No anclaron en la ciudad hispalense hasta diciembre. La misión, pues, había durado unos siete meses en total.
Niño, quien venía padeciendo desde Túnez el dolor de la herida allí recibida en un pie, fue examinado por los mejores cirujanos sevillanos, quienes recomendaron la amputación del miembro. El capitán castellano se negó a ello en redondo:

Si la ora es llegada en que yo devo morir, sea fecho en mí lo que a Dios plaze. Ca el cavallero, mejor le es morir con todos sus miembros juntos, segund Dios se los dio, que non bivir lastimado e menguado, e verse e non ser para bien ninguno..

Como alternativa, sugirieron los médicos cauterizar la herida con un hierro candente, cosa que según Games hizo el mismo Niño, atravesándose el pie dos veces con "un fierro tan grueso como fasta de viratón".

### Atlántico
En 1405 Carlos VI de Francia pidió ayuda al rey de Castilla para enfrentarse a Enrique V de Inglaterra, que había reanudado las hostilidades entre los dos países (en el contexto de la guerra de los Cien Años 1337-1453) en un enfrentamiento por la posesión del Ducado de Guyena. Enrique el Doliente accedió a prestarle apoyo militar. Además, la situación le daba la oportunidad de acometer acciones corsarias de represalia contra Inglaterra, cuyos marinos, con la aquiescencia de su rey, estaban asaltando desde hacía tres años a naves castellanas que transitaban por el canal de la Mancha en su ruta comercial hacia Flandes.

#### Guyena
El monarca puso a disposición de Pero Niño tres galeras de guerra que habrían de salir de Santander, al tiempo que enviaba a Martín Ruiz de Avendaño a Bretaña al frente de cuarenta barcos mercantes con escolta. Ambos capitanes debían reunirse luego para atacar conjuntamente.
Niño dotó a sus tres naves de una buena tripulación de marineros, galeotes, ballesteros y hombres de armas cántabros, además de pertrechos y víveres. De nuevo él mismo se puso al mando de una de ellas y su primo Fernando de otra. La tercera sería capitaneada por Gonzalo Gutiérrez de la Calleja. Desde Santander y bordeando la costa del golfo de Vizcaya, en cinco días la expedición llegó a La Rochela.
Hacia abril de 1405, el capitán castellano, al ver que Avendaño, con quien debía agruparse allí para partir después a Inglaterra, no acudía a su encuentro, decidió iniciar las operaciones por su cuenta. Tras reunirse con varios mandos franceses en La Rochela, acordó con estos dirigirse hacia Burdeos, la capital de la Guyena en poder de los ingleses. La flotilla de tres galeras castellanas más dos chalupas francesas arribó hasta las proximidades de la citada ciudad, demasiado bien guarnecida como para intentar una incursión en ella. Sin embargo, saqueó e incendió las dos riberas del estuario de la Gironda, también una posesión inglesa. Cuando los atacantes tuvieron noticia de que venía una escuadra enemiga, regresaron a La Rochela.

#### Cornualles
En La Rochela, Niño conoció al francés Charles de Savoisy, consejero, primer chambelán y caballero de honor de Carlos VI, aunque en aquel momento cumplía una pena de destierro por dos años de la corte, dictada a raíz de una querella con la Universidad de París. Los dos marinos se pusieron de acuerdo para atacar juntos puertos y naves ingleses. Savoisy contaba con dos galeras bien equipadas y tripuladas. Partió la expedición hacia el canal de la Mancha e hizo escala en Brest. Allá se encontraba Avendaño, que, sin embargo, se negó en redondo a acompañarles, actitud que Niño le recriminó enérgicamente. Continuaron su ruta entonces las cinco galeras, que al poco tiempo sufrieron una fuerte tempestad que las dispersó de tal modo que no pudieron reagruparse por completo hasta dos semanas más tarde, en las islas de Abrevack.
Reparados los daños, zarparon de nuevo y en día y medio alcanzaron las costas de Cornualles. Se adentraron en la ría de Chanta (seguramente Saint Erth), lugar "muy rico, ca hera todo de mercaderes e de pescadores". En tres horas trabaron combate con los defensores de la villa (de unos 300 habitantes), la saquearon por completo, la incendiaron y se llevaron dos barcos anclados en el puerto (que Niño envió a Harfleur).

#### Isla de Pórtland
Niño y Savoisy acordaron proseguir el corso en dirección este por el Canal de la Mancha. Así hicieron y se presentaron frente a Dartmouth. El castellano sugirió atacar, pero el francés se opuso. Éste sabía que la plaza estaba fuertemente custodiada (máxime teniendo en cuenta que toda la región ya estaba sobre alerta) y en ella había muerto recientemente, durante una incursión, el famoso caballero francés Guillaume du Châtel. Niño insistió, pero finalmente se avino a aceptar el consejo de Savoisy.
Probaron fortuna entonces con Plymouth adentrándose en su bahía, pero su eficaz defensa artillera les obligó a desistir. EL siguiente objetivo fue la isla de Pórtland, península unida a la costa de Dorset por un estrecho brazo de tierra que quedaba cubierto con la marea. Ese momento de aislamiento de Pórtland fue el elegido por los atacantes para desembarcar. Su millar de habitantes corrió a refugiarse en unas cuevas cercanas. Cuenta Díez de Games que "los franceses que heran en la compañía començaron de poner fuego a las casas; e los castellanos non lo quisieron fazer poner; antes fizieron que non se pusiese más, porque la gente de la ysla hera pobre." Sin embargo, cuando bajó la marea, cruzaron el istmo soldados ingleses que los franceses tuvieron dificultad para contener, y Niño ordenó desembarcar de nuevo a los suyos para auxiliarles. Juntos rechazaron la ofensiva hasta que una nueva subida de las aguas hizo que los ingleses, para evitar quedar encerrados, se replegaran hacia tierra firme. El enfrentamiento se dio entonces con arcos y ballestas, hasta que al caer la noche reembarcaron los franco-castellanos. El resultado final, claramente favorable a estos últimos, fue de aproximadamente 400 enemigos muertos o capturados, y Pórtland y otras cinco aldeas próximas saqueadas por completo e incendiadas. Las crónicas francesas de la época dan gran importancia a esta victoria sobre tropas de Inglaterra, entre las que citan a 200 arqueros en línea, una formación de combate muy potente por aquel tiempo.
Las cinco galeras prosiguieron con sus ataques a la costa, a la que acudían también para proveerse de agua, leña y carne de los ganados de la zona, y "ansí yvan siguiendo la costa, cada día quemando e robando muchas casas e panes, e avían muchas escaramuzas con la gente de aquella tierra."

#### Poole
En eso se hallaba ocupada la flota combinada cuando se enteró de que se encontraba cerca de Pola (Poole) el señorío del marino y corsario inglés Harry Pay (Arripay para los castellanos), notorio por sus incisivos ataques a naves y poblaciones francesas y castellanas. Con el aliciente de cobrarse venganza ante tamaño enemigo en su propio feudo, la escuadra buscó el lugar en cuestión. Se situó frente a él una mañana de finales de septiembre de 1405. Savoisy desaconsejó el desembarco por los bajíos rocosos del litoral y la potencia de la guarnición. Ante la negativa de su colega, el capitán castellano decidió realizar la operación con sus propias fuerzas. Mandó a sus hombres en botes con órdenes de quemar cuanto pudieran sin detenerse a tomar botín, y así lo hicieron, recorriendo el trecho que separaba la orilla del pueblo. Los defensores pretendieron ocupar precisamente ese tramo de tierra para obstaculizarles la retirada, por lo que tuvieron que retroceder. Niño hizo desembarcar un segundo grupo al frente de su primo Fernando, que unido al anterior derrotó a la avanzadilla inglesa y continuó con la quema de toda la aldea. Varios resistentes ingleses se atrincheraron en una casa, que tras su toma resultó ser un almacén de armas y pertrechos, de los que se apoderaron los castellanos antes de incendiarla y dar por cumplida así la misión.
La retirada se complicó por un nuevo acoso enemigo y Niño hubo de bajar a tierra con el contingente de reserva. Aun así la pelea fue muy reñida, y la llegada de refuerzos rivales puso en serio peligro a los castellanos. Especialmente dañinos eran los arqueros, cuya acción continuada acabó por cubrir el suelo de flechas. Viendo los graves apuros que pasaban sus aliados, Savoisy acudió a socorrerlos con sus hombres, haciendo huir a los ingleses y posibilitando al fin el reembarco. Harry Pay no se encontraba ese día en Poole, pero sí su hermano, quien murió durante la jornada.
Una vez a salvo, los oficiales se reunieron a deliberar qué hacer a continuación. Todos coincidieron en que, dado que ya había entrado el invierno, lo más oportuno era dar por terminada la campaña y regresar a Francia. Niño aceptó la decisión, pero dijo que antes quería ver Londres. Los marinos franceses, que consideraron lógicamente que aquella era una idea descabellada, le condujeron hasta Southampton haciéndole creer que se trataba de la capital inglesa. Seguramente ni Pero Niño ni Díez de Games descubrieron nunca el fraude. Quizá el capitán pensara en emular al Almirante Fernando Sánchez de Tovar, quien en 1380, también al mando de una armada franco-castellana (aunque en aquella ocasión de veinte galeras), remontó el Támesis hasta Gravesend, a las afueras de Londres.
Tras detenerse brevemente en la Isla de Wight ("por saber qué tierra hera" y ser expulsadas por arqueros) y en alguna de las Islas Anglonormandas (para reponer carne de ganado), las galeras anclaron en el puerto de Harfleur. Allí estaba Martín Ruiz de Avendaño, que volvió a tener otra fuerte discusión (si bien fue la última) con Pero Niño.

#### Sérifontaine y París
En octubre, los hombres de Castilla fueron a invernar al alojamiento preparado a tal efecto por sus anfitriones galos en las atarazanas de Ruan, a orillas del Sena. Cerca de allí, en Xirafontayna (Sérifontaine, en Vexin), vivía el anciano caballero Renaud de Briel. Había sido chambelán de Carlos VI, miembro de su Consejo Real, Almirante de Francia y capitán de los castillos de Ruan y Saint-Malo. Ahora, ya alejado de cargos políticos, disfrutaba de un lujoso retiro dedicado a los placeres mundanos. Había oído hablar de Pero Niño y de sus andanzas, quiso conocerle y le invitó a su mansión. El capitán castellano acudió a la cita y pasó allá tres días. Díez de Games, también presente, describió la estancia en el palacio con profusión de detalles: el bosque, los jardines, los edificios, las gentes y sus diversiones y costumbres. Niño se enamoró de la joven esposa de Trie, Jeanne de Bellengues, de cuya belleza da fe Díez: "Yo vos digo que quien aquello vio [querría que] siempre durase, non querría otra gloria."
Pasadas las citadas tres jornadas, Niño viajó a París a reclamar ante el Consejo de regencia el dinero prometido por el rey de Francia para continuar la colaboración castellana en la guerra. Allá, tras sucesivas dilaciones de los franceses, protesta por ello enérgicamente. Con intención de apaciguarle, es agasajado por los duques de Borgoña y Orleans, quienes le invitan a participar en justas. El castellano tuvo ocasión entonces de mostrar su gran destreza en este tipo de torneos, en los que derrotó a numerosos y notables caballeros, logrando con ello fama y admiración entre los asistentes, y que se hablara de él incluso en los ambientes cortesanos parisinos.
En torno a la primavera de 1406 Niño dejó la capital para reunirse en Ruan con Bellengues, quien había enviudado. A causa del luto de ella y las obligaciones militares de él, los enamorados acordaron darse un plazo de dos años antes de comprometerse en firme.

#### Última campaña
Pero Niño y Charles de Savoisy se reunieron en verano para acometer una nueva campaña contra Inglaterra. A sus naves se sumaron tres barcones balleneros franceses, componiendo así la expedición ocho naves en total. A mediados de junio zarparon de Harfleur en dirección a la costa oriental británica, pues la occidental ya estaba en alerta tras sus incursiones en ella el año anterior.
Con intención de asaltarla a la mañana siguiente, una noche se situaron frente a la villa de Orwell, pero un fuerte viento arrastró los barcos hasta el puerto de La Esclusa. Decidieron luego probar suerte con Calais, única posesión inglesa en la costa sur del canal de la Mancha, pero la artillería de la guarnición les hizo retirarse.
Después se toparon en la mar con un convoy inglés de urcas, naos gruesas y balleneras al mando de Harry Pay, que en esos momentos estaba al pairo. En tales circunstancias, la flotilla aliada, con más capacidad de maniobra, se hallaba en condiciones de atacar con éxito. Por ello el capitán castellano sugirió al francés hacerlo de inmediato, pero este lo desaconsejó arguyendo que el viento podría comenzar a soplar en cualquier instante, dando así al traste con la operación. No obstante, dada la insistencia de Niño, atacaron, primero cañoneando y lanzando flechas (lo cual fue respondido por el enemigo del mismo modo) y luego tratando de incendiar una de las balleneras, acercando a ella un cópano con alquitrán. Era la galera del comandante castellano la que se encargaba de esto último, cuando empezó a rolar el viento. Entonces contraatacaron los anglosajones, ahora en clara superioridad, y las naves aliadas tuvieron que retirarse. Excepto la capitana, que había quedado atrapada entre rivales, por culpa de la obstinación de Niño en ejecutar su acción incendiaria. Finalmente fue rescatado por uno de los balleneros galos, quien mediante una hábil maniobra logró embestir al barco inglés que acosaba a la galera.
Los franco-castellanos atracaron en Crotoy para reponer agua y víveres, pero el mal tiempo les impidió zarpar de nuevo durante un mes. Savoisy se quedó sin dinero para pagar a su tripulación, por lo que tuvo que despedirse de Pero Niño. Este sí pudo seguir contando, sin embargo, con los tres balleneros, que no iban a sueldo, sino a ganancia. Partieron finalmente las cinco embarcaciones, quienes cerca del cabo de Caux se encontraron con una escuadra de seis balleneras normandas bien armadas, dirigidas por los hermanos Libuxieres. Como estos navegaban también dedicados al corso contra los ingleses, acordaron con Niño unir sus fuerzas para ir contra ellos.

##### Jersey
Los normandos propusieron a Niño atacar la isla de Jersey, reclutando para ello hombres en la Bretaña, que embarcarían en unos 120 barcos de vela salineros que se encontraban por entonces en Batz. Atraída por el prestigio que había adquirido Niño el año anterior, la gente de armas de la región acudió a la llamada. Entre ella sobresalía el caballero Héctor de Pontbriand.
Desembarcaron en la isla 2.000 atacantes (la mitad de ellos caballería), que se enfrentarían a 3.000 infantes y 200 jinetes. El primer embate fue de los ingleses, que lanzaron a su caballería ligera, la cual se topó con los ballesteros e infantes que Niño había dispuesto parapetados tras unos paveses. Aquellos se retiraron entonces, y los segundos les persiguieron, aunque desordenadamente. A continuación atacó la caballería pesada anglosajona, que chocó contra la formación acorazada central franco-castellana. Después se dio un intenso combate cuerpo a cuerpo, que amenazaba con concluir con un elevado número de bajas y sin un resultado satisfactorio para los invasores. Por ello Niño, junto a 50 hombres destacados, derrocó al pelotón del portaestandarte inglés, dejando así sin guía al contingente enemigo, que, desmoralizado, huyó.
Pero Niño planteó a los oficiales la posibilidad de apoderarse de la isla, y estos lo consideraron inviable, pues pasaba por conquistar los cinco castillos fuertemente custodiados que había en ella, labor para la que no contaban con suficientes medios. A esto se añadía la proximidad de la armada inglesa, fondeada en Plymouth. Objetivo más fácil era tomar la villa mayor, pero los lugareños salieron al paso de la tropa y suplicaron reiteradamente clemencia al comandante castellano. Al final, este les impuso un pago de "diez mil coronas para repartir a la gente darmas" y un tributo anual (esto último más bien simbólico, dada la dificultad de su cobro), y abandonó Jersey con destino a Brest. Allá pagó a los hombres, de sobra satisfechos teniendo en cuenta el botín (ganado, bienes personales, armas, rehenes, etc.) saqueado por su cuenta en la isla.

### Castilla
En Brest, Pero Niño, recibe orden real de regresar a Castilla. Se despide mediante un emisario del rey y los nobles franceses, y tras una accidentada singladura a causa de temporales, arriba a Santander. De allí, pasando por Valladolid, llega a Madrid, donde se hallaba en ese momento la Corte. Enrique III le arma caballero y le promete "poner en muy mayor estado". Sin embargo, el soberano moriría poco tiempo después.
En 1407 Niño participó en la campaña bélica que el regente Fernando de Antequera efectuó contra Granada. Se señaló en los combates de Setenil y Ronda, como recoge la Crónica de Juan II. El cumplimiento de estos deberes militares le obligó a romper su relación con Jeanne de Bellengues.

#### Amores con Beatriz de Portugal
El infante Juan de Portugal, hijo de Pedro I de Portugal e Inés de Castro, que se había refugiado en Castilla durante la crisis de 1383-1385, casó en segundas nupcias con Constanza de Castilla, hija bastarda de Enrique II. De este matrimonio nacerían dos hijas, y con una de ellas, Beatriz de Portugal, mantendría un intenso romance Pero Niño.
Beatriz había quedado, tras la muerte de su padre, bajo la tutela del rey Juan I de Castilla, y éste, antes de morir, la puso bajo la protección de su hijo Fernando de Antequera, que la siguió ejerciendo durante el reinado de su hermano Enrique El Doliente. Al fallecer este en 1406, Fernando pasó a ocupar la regencia de Castilla durante la minoría de edad de Juan II. Con este cargo, Fernando abusó de la tutela sobre Beatriz y la utilizó políticamente con fines personales, intentando concertar matrimonios con ella que le permitieran a él satisfacer sus aspiraciones de poder.
Pero Niño supo por primera vez de Beatriz cuando, tras participar en una justa en Valladolid en 1409, llegó a sus oídos que una doncella le había elogiado por su acción en un lance. Entonces comenzó a cortejarla, primero enviándola mensajes mediante intermediarios (como se acostumbraba hacer en la época), consagrándose a ella (su Dama) en las lizas y colmándola de halagos. Luego convenció a personas de su entorno para que influyeran en ella, pero, no obstante, no consiguió llamar su atención. Un día se vio personalmente con Beatriz y mientras tomaba las riendas de su caballo, le transmitió sus sentimientos, intentando despejar las dudas que sobre su sinceridad ella pudiera albergar. Le ofreció contraer matrimonio, y la joven se comprometió a darle una respuesta. Finalmente, y con la mediación de su hermano, tomó una decisión: Si él estaba dispuesto a afrontar los previsibles obstáculos que pondría el regente, accedería a ello, pues "non avía en el reyno otro cavallero a quien esta empresa perteneçiese tomar si non a él". Poco después, ante unas pocas personas de confianza, la pareja se casó en secreto. Sin embargo, a la hora de intentar formalizar oficialmente el enlace, Pero Niño se topó con la oposición de Don Fernando, quien tenía previsto concertar el casamiento de la doncella con algún poderoso noble o miembro de la realeza del momento. Insistió el capitán varias veces más al regente, sin éxito. Temiendo sufrir represalias de este, Niño pasó medio año en guardia permanente. Hacia enero de 1410, el de Antequera interrogó, por separado, a los dos pretendientes, pero se encontró con la negativa a acatar su voluntad, primero de él, y luego de ella. Con esta actitud, ambos (y especialmente Beatriz) mostraban una independencia de criterio totalmente inusual en aquellos tiempos.
Beatriz había tenido que reconocer al Infante que se habían casado secretamente, y bajo esta acusación, aquel llamó a declarar a Niño. Mandó a buscarle a Magaz, donde se encontraba bajo la protección de la también regente Catalina de Lancáster (madre de Juan II). Ante la reina y los emisarios de Don Fernando, el militar replicó airadamente que "el ynfante non hera su señor". Dichas palabras fueron consideradas insultantes por el regente, quien ordenó apresar a Niño, exigiendo para ello que fuera entregado por la reina. Esta, temiendo que el incidente sirviera de excusa a su cuñado para quitarle la custodia del entonces niño Juan II, se declaró incapaz de defender al capitán, quien partió hacia Palenzuela, y más tarde se exilió en Bayona (Gascuña). A Beatriz, quien se negaba obstinadamente a ceder a las presiones del Infante, se le prohibió salir del castillo de Urueña. Allá vivió durante un año y medio, hasta que finalmente el regente, seguramente convencido por Doña Catalina y algunos nobles de que no era conveniente perder el servicio de un caballero tan valioso como Pero Niño, perdonó a este y permitió su regreso a Castilla y el matrimonio con Beatriz. La boda se celebró en Cigales. Hijos de este matrimonio fueron Juan, Enrique, Pedro, Inés, María y Leonor Niño de Portugal.
Enviudó de nuevo, y en 1446, contrajo un tercer matrimonio con Juana de Zúñiga, posiblemente hermana del conde de Nieva, con quien no tuvo sucesión.

## Familia Niño
Según el “Nobiliario genealógico de los reyes y títulos de España” y El Victorial o Crónica de don Pedro Niño, el origen del linaje del apellido Niño se encuentra en la persona de Juan Niño, escudero y criado del rey Alfonso XI de Castilla y bisabuelo de Pero Niño, que murió en el el cerco a Gibraltar, según se recoge en la  Crónica del Rey Alfonso XI de Castilla. Este Juan Niño, según queda recogido en el libro segundo de Genealogías del Nuevo Reino de Granada y en la El Victorial:Crónica de don Pero Niño, era un caballero francés, con origen en la  Casa Real francesa, aunque otros apuntan al Rey Alfonso X el Sabio, cuyos descendientes se afincaron en las ciudades de Toledo y Valladolid con casa y mayorazgo, que se mantuvo con casamientos con otras grandes casas y linajes de Castilla y otros reinos.

.... Defte linage de Niño haze memoria la cronica del Rey don Alonfo el vltimo en el capitulo 34. y alli fe efcrive, que el cerco de Gibraltar murió Iuan Niño criado del Rey don Alfonfo, que fue padre del fobredicho Iuan Niño, fobre el origen deftos cavalleros. Del apellido de Niño hallo diferencia entre los efcritores, diziendo vnos que fu origen es de la cafa Real de Francia: otros, que del Rey don Alfonfo el Sabio Dezimó defte nombre entre los Reyes de Caftilla y Leon:...

Uno de sus hijos fue, el abuelo de Pero Niño, Pero Fernández Niño, que al tomar partido por el bando de Pedro el Cruel, en el conflicto sucesorio entre Pedro el Cruel y Enrique II (disputa por el trono de la dinastía Trastámara), había convertido a sus descendientes en enemigos de la corona de Castilla, tras la victoria de Enrique II, y fue exiliado hasta su muerte.
Posteriormente su hijo (padre de Pero Niño), Juan Niño, que era oficial al servicio de la corona, alcaide de Oropesa (Toledo); y en 1364 teniente, adelantado del Reino de Murcia y alcaide de Alicante, continuó sufriendo las consecuencias del posicionamiento familiar en el conflicto sucesorio. Esta circunstancia cambió tras su matrimonio con Inés Lasso de la Vega, cuando la reina doña Juana eligió a su mujer para que fuese la nodriza del infante Enrique, recibiendo una generosa retribución, que incluía la concesión del señorío de Cigales, y el privilegio de que su hijo Pero se criase y educase con el infante.

.... D. Pedro Niño, Conde de Buelna, y feñor de Cigales, que tan gran Cavallero fue en Caftilla (y de su vida, y linage tengo hecha particular hiftoria, que facaré muy prefto a luz) fue descendiente de Iuan Niño, Cavallero Francés, de la Cafa Real de Francia, como define Gutierre Diaz de Gamez en fu historia, de cuyo linage fon los Caualleros defte apellido, que en Toledo, y en Valladolid tienen cafa, y mayorazgos, de los quales es D. Fernando Niño, Presidente de la Real Chàcilleria de Granada, de cuyo loor, y elogio vale mas callar, que dezir poco. Sucedió en efta Casa Doña Blanca Niño de Herrera y Portugal, Condeia de Baelna, y feñora de Cigales, y de las Villas de Pedraza de la Sierra, Arroyo del Puerto, y otros Lugares, que casò con D. Bernardino de Velafco, Condeftable de Castilla, de quien se haze memoria en efte libro...

### Genealogía
Pero Niño solo tuvo descendencia de sus hijas ya que todos sus hijos murieron sin descendencia. De Constanza de Guevara y Ayala tuvo un hijo llamado Pedro, que vivió hasta los veintisiete años, muriendo si descendencia. De Beatriz de Portugal, con la que tuvo a Juan (murió a los 24 años), Enrique, Pedro, Inés, María y Leonor Niño de Portugal, todos los varones murieron sin descendencia, Inés fue abadesa en el Convento de Santa Clara de Valladolid, María, se casó con García González de Herrera, mariscal de Castilla y señor de Pedraza y Leonor que se casó con Diego López de Zúñiga, primer Conde de Nieva. Por último de su tercer matrimonio con Juana de Zúñiga no tuvo sucesión.

#### Línea de los Niño de Toledo
Rodrigo Niño, hermano de Pero Niño, fue Regidor de Toledo y origen del linaje en la ciudad de Toledo. Se casó con Sancha Rodríguez de Beumonte, con la que tuvo a:
Hernando Niño (Rodríguez) sucedió en el mayorazgo de la casa a su padre. Se casó con Teresa Illan de Cerbatos. Hijo de este matrimonio fue Rodrigo Niño.
Rodrigo Niño (Illian) sucedió a su padre en la casa de Nuez y en el oficio de regimiento, sirvió al rey Enrique IV. Se casó con Inés Cuello con la que tuvo a Hernando, Juan Niño y Luisa Carrillo de Guzmán.
- Hernando Niño (Cuello), como primogénito, sucedió a su padre en la casa y en una parte de los heredamientos de Nuez y Mazarambroz. Se casó  Francisca de Ribera Barroso con la que tuvo a María Niño de Ribera. María Niño de Ribera sucedió en la casa y mayorazgo de Nuez y Mazarambroz a su padre, casándose con Lope de Conchillos, secretario del emperador Carlos, con la que tuvo a Pedro y Francisca. Su primogénito Pedro Niño de Conchillos y de Ribera.fue caballero de la Orden de Calatrava, comendador de Guadalerza y del consejo de Contafuría mayor. Se casó con Isabel de Silva, hija del marqués de los Vélez Pedro Fajardo y con Catalina del Silva con la que tuvo a Juan Niño.Juan Niño Fajardo de Ribera sucedió en la casa y mayorazgo a sus padres, casándose con Teresa de Guevara. Tuvieron a Pedro, Isabel de Silva. Su primogénito Pedro Niño de Ribera los sucedió en el año 1617, casándose con Mariana Mendoza.
- Juan  Niño (Cuello), segundo hijo de Rodrigo Niño (Illian) e Inés Cuello, siguió a sus padres en los heredamientos de Añover, siendo también Regidor de Toledo con al rey Enrique IV. Se casó con Aldonza Zapata de Bivero con la que tuvo a Rodrigo, Juan y Fernando Niño Zapata. Rodrigo Niño Zapata fue caballero de la Orden de Santiago, Comendador de Lorquin y embajador en Venecia. Se casó con Teresa de Guevara con la que tuvo a Juan, Grabiel, Fernando, Francisca y Aldonza. Su primogénito Juan lo sucedió, pero murió sin sucesión por lo que le siguió su sobrino Pedro Laso de la Vega.

#### Línea de los Niño de Mazarambroz
Juan Niño Zapata, tercer hijo de Juan Niño (Cuello) y Aldonza Zapata heredó el mayorazgo del Señorío de Mazarambroz. Casado con Isabel de Zúñiga tuvo a Juan, Fernando, Grabiel y Alonso Niño. Lo sucedión su segundo hijo Fernando Niño de Zúñiga, ya que el primogénito fue fraile. Se casó con Juana Carrillo, con la que tuvo a María Niño,  y con Juana de Silva con la que tuvo a Juan Niño de Silva y Ana.  Sucedió a sus padres Juan Niño de Silva, casado con Catalina Rodríguez con la que tuvo a Pedro Niño (Rodríguez) que los sucedió. Pedro se casó con Isabel Vázquez con la que tuvo a Juan Niño Vásquez, que los sucedió en la casa y mayorazgo.

#### Línea de los Niño de Valladolid
Hernando Niño, hermano de Pero Niño, fue origen del linaje en la ciudad de Valladolid, cuyo hijo Alonso Niño se casó con María de Ribera con la que tuvo algunos hijos, y luego se casó con la hija de su tío Pero Niño. Sirvió a los reyes Juan II, el cual le concedió el título de Merino mayor de Valladolid en 1477; y Enrique IV, que le concedió una tenecia de 40,000 maravedis de renta en 1465. Se casó con María de Ribera con la que tuvo a Pedro, Inés y Mencia. Su primogénito Pedro Niño (Ribera) sucedió a su padre en casa y hacienda, siendo caballero generoso concedido por Enrique IV en 1457y en 1485 de Capitán mayor de la mar. Se casó con Isabel de Castro con la que tuvo entre otros a Alonso. Este, Alonso Niño de Castro los sucedió en la casa y mayorazgo, siendo nombrado Maestresala por el emperador Carlos V. Se casó con Briandoa Manrique con la que tuvieron a Fernando y Felipa. Su primogénito Fernando Niño de Casto los sucedió, casándose con Antonia de Acuña, con la que tuvieron a Pedro, Alonso, Rodrigo, María y Antonia. Luego Pedro Niño de Casto los sucedió en casa y mayorazgo, casándose Antonia de Ayala de cuyo matrimonio nacieron Fernando, Luis, Beatriz, Isabel y Brianda. 
En este caso fue el segundo hijo Luis Niño de Castro el que sucedió en la casa y mayorazgo a sus padres, casándose con Inés Ochoa, con la que tuvo a Andrés, el cual murió, Pedro y Brianda Niño Ochoa. Fue sucesor el segundo hijo Pedro Niño Ochoa,  paje de Felipe IV en 1622.

#### Otras líneas Niño
- Cándido López Niño del  Rincon, propietario y vecino de Ledesma.
- Francisco Velasco y Niño, teniente de Rey de la plaza de La Habana.
- Manuel Español de Niño, Director de la Sociedad económica en Pamplona.[30]

### Heráldica

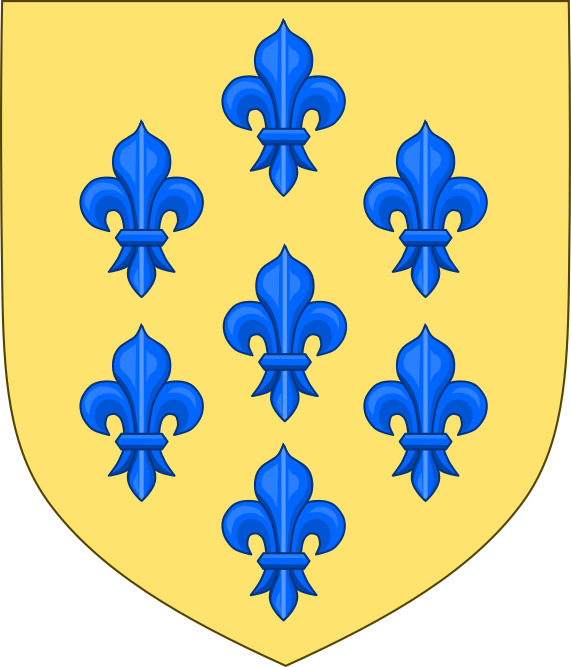
Escudo armas familia Niño.

El escudo familiar de los Niño tiene fondo dorado y siete flores de lis azules dispuestas en tres palos de 2-3-2 flores. La flor de lis del escudo debe estar relacionada con el origen del linaje con la Casa Real francesa. El escudo fue utilizado por varias ramas familiares emparentadas entre sí y casadas en mayorazgos con otras casas nobles.

.... Capítulo VIII. En que fe efcriue el titulo y Condado de Buelna que dio el ferenifsimo Rey don Iuan Segundo a don Pedro Niño, con la fucefsion defte Conde, y el efcudo de fus armas, que fon en campo de oro fiete flores de Lis azules...

.... Las mas infigne, grande, e iluftre casa del linage noble, y calificado de los Niños es gloria, y luftre de la Imperial Toledo: fu antiguedad la mayor que en ella conocemos, y aun antes de los Godos. Los señores Titulos de efta cafa de inmemorial tiempo, fueron los Condes de Buelna y afimismo fueron feñores de Cigales y Mazarambroz, cuyos Titulos por cafamientos eftan emocuidos oy en Cafa de grandes Señores, aunque no mayores que fus antecefores originario. Afimismo eftan emparentados con los Guevaras, y otras familias, y linages de los de primera magnitud en nueftra Europa, de que ha avido infignes y valerofos varones por armas, y letras, afsi como en las campañas, como en los Capelos.…. de efte linage por armas vn efcudo de oro con fiete flores de lis azules....

#### Variantes del escudo de armas
El escudo del Condado de Buelna, incluye la corona de condado. Esta variante fue usada por Pero Niño, como primer Conde de Buelna. Además existen otras variantes usadas por descendientes posteriores entre las que cabe destacar la variante de usada por los descendientes de la rama Niño del Señorío de Moguer, que consta de cinco flores de lis azules dispuestas en tres palos de 2-1-2 flores.

.... Los señores Titulos de efta cafa de inmemorial tiempo, fueron los Condes de Buelna…...De efta familia y linage fue el capitan Francifco Niño, que aviendo fervido muchos años a fus Mageftades, casó en el Marquesado de Villanueva en la Villa de Moguer con Leonor Perez de Borea, muger noble de hidalga fangre, y de lo mejor de Moguer, y de fu gente mas iluftre…..Las armas y divifa de eftos Niños, fon un efcudo de oro con cinco flores de lis....

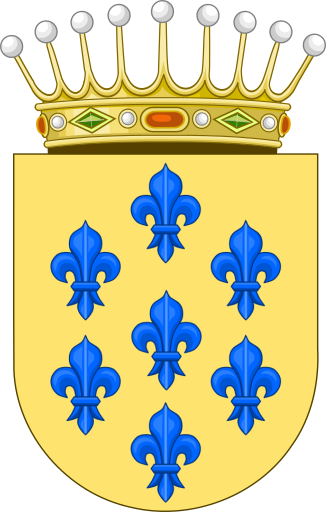
Escudo Condado de Buelna
Escudo de Fernando Niño y Zapata
Escudo de Fernando Niño de Guevara
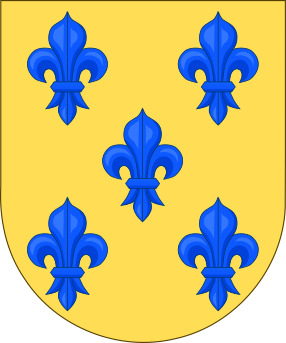
Escudo de Hermanos Niño

## Torre de Pero Niño
En San Felices de Buelna (Cantabria), lugar del que fue su primer conde, aún se conserva su Torre.

Torre solar del Almirante Pero Niño, conde de Buelna, ilustre marino montañés que en 1405 armó en Santander una flota de naos y galeras con la cual extendió el poder naval castellano por las costas atlánticas de Europa.
Placa conmemorativa en la Torre de Pero Niño.